# Сокільники (Молодечненський район)
Сокільники (біл. вёска Сакольнікі) — село в складі Молодечненського району Мінської області, Білорусь. Село підпорядковане Городилівській сільській раді, розташоване в західній частині області.